# Les Grandes Personnes (film, 1961)
Pour les articles homonymes, voir Les Grandes Personnes.
Pour plus de détails, voir Fiche technique et Distribution.
Les Grandes Personnes est un film français réalisé par Jean Valère et sorti en 1961.

## Synopsis
À Paris, Michèle se prend d'amitié pour Ann, une jeune Américaine de 20 ans, laquelle s'éprend bientôt de son amant volage, Philippe. Grand séducteur, pilote de course, celui-ci n'a pourtant qu'une obsession : sauver l'usine d'automobiles créée par son père en gagnant un grand prix.

## Fiche technique
- Titre  : Les Grandes Personnes
- Réalisation : Jean Valère

Jean Seberg sur l'affiche japonaise du film.

- Scénario  : Roger Nimier et Jean Valère, d'après le roman Histoire d'un amour[1] de Roger Nimier
- Producteurs : Yvon Guézel, Films Pomereu
- Photographie : Raoul Coutard
- Montage :  Leonide Azar
- Musique : Germaine Tailleferre
- Photographe de plateau : Roger Corbeau
- Direction artistique : Bernard Evein
- Sociétés de production : International, Les Films Pomereu, Peg Produzione
- Pays de production  :  France
- Genre : Film dramatique
- Durée : 95 minutes
- Date de sortie : 
  - France : 3 février 1961
- Affiche : Jouineau Bourduge (France)

## Distribution
- Micheline Presle : Michèle
- Jean Seberg : Ann
- Maurice Ronet : 	Philippe
- Françoise Prévost : Gladys
- Annibale Ninchi : Dr. Severin
- Nando Bruno : Buccieri